# Coelinidea alima
Coelinidea alima är en stekelart som beskrevs av Riegel 1982. Coelinidea alima ingår i släktet Coelinidea och familjen bracksteklar. Inga underarter finns listade i Catalogue of Life.